# Thee Out Mods
Thee Out Mods（アウトモッズ）は日本のロックバンド。2008年に結成、アメリカ合衆国ロサンゼルスを中心に活動後、帰国。日本国内に活動の拠点を移した。

## 概要・来歴
2008年、ファーストアルバム* "Rock'n'roll Pirates"（US盤）を7 Samurai Recordsからリリースし初回版は間もなくソールドアウトとなる。
2009年　帰国。活動拠点を日本に移す。
2013年　新規メンバーを迎え、活動再開。

## 作品

### アルバム
- Rock'n'roll Pirates （2008年3月7日）
  1. Treasure Island
  2. うまくいかないぜ
  3. いいかげんにしやがれ
  4. Punk A Go Go
  5. My Way
  6. Fuck This Shit (やってらんねーぜ)
  7. Gero
  8. It's Your Life
  9. サクラ
  10. Glory
  11. ろくでなし

### マキシシングル
- STILL ALIVE?　(2015年9月15日)
  1. Crush!!
  2. 楽したい
  3. シンプル